# Žapuže
Žapuže falu, szórványtelepülés Szlovéniában, a Goriška statisztikai régióban, Ajdovščina község déli részén. Közigazgatásilag Ajdovščinához tartozik. A települést 1944. június 22-én a német seregek felgyújtották.
A falu templomát 1989-ben újították fel. A falu templomát Szent Péter tiszteletére emelték és a Koperi egyházmegyéhez tartozik. Annak ellenére, hogy a templomot Szent Péter tiszteletére emelték, mégis Szent Márton templom a neve a köznyelvben.

## Fordítás
- Ez a szócikk részben vagy egészben  a(z)   Žapuže című angol Wikipédia-szócikk ezen változatának fordításán alapul.  Az eredeti cikk szerkesztőit annak laptörténete sorolja fel. Ez a jelzés csupán a megfogalmazás eredetét és a szerzői jogokat jelzi, nem szolgál a cikkben szereplő információk forrásmegjelöléseként.